# Газопереробний завод Танаджиб
Газопереробний завод Танаджиб – підприємство нафтогазової галузі, яке споруджується на сході Саудівської Аравії.

## Історія проєкту
Ще у 20 столітті почалась розробка супергігантських офшорних нафтових родовищ Сафанія, Марджан та Зулуф, при цьому перші два використовували берегові комплекси підготовки, звідки попутний газ відправляли по трубопроводах Сафанія – Беррі та Танаджиб – Беррі, тоді як Зулуф було облаштовано виключно в офшорному варіанті. Наприкінці 2010-х вирішили суттєво – на 1,1 млн барелів нафти на добу – збільшити потужності цих родовищ, в тому числі на 600 тисяч барелів для Зулуф з облаштуванням берегової установки підготовки. Це означало суттєве збільшення надходжень попутного газу, крім того, ще більші обсяги могла дати розробка газових покладів та газової шапки родовища Марджан. Як наслідок, запланували будівництво нового газопереробного заводу Танаджиб.
Завод матиме три головні технологічні лінії загальною потужністю по прийому 71 (за іншими даними – 79) млн м3 на добу, а також дві лінії підготовки конденсату потужністю 85 тисяч барелів на добу. Вилучені зріджені вуглеводневі гази (ЗВГ, гомологи метану) в обсягах 360 тисяч барелів на добу проходитимуть подальшу переробку на двох лініях фракціонування, що випускатимуть етан, пропан, бутан та пентан. Вилучений сірководень використовуватиметься для продукування сірки.
Ресурс для переробки надходитиме на ГПЗ по трубопроводах від установок підготовки Танаджиб, Зулуф та Сафанія (як газ, так і конденсат), а також по системі Марджан – ГПЗ Танаджиб (тільки газ). Остання також здійснюватиме транспортування «сухого» (після вилучення гомологів метану) газу для зворотного закачування у газову шапку родовища Марджан.
Товарний газ спрямовуватиметься споживачам по газопроводу Танаджиб – Рас-аль-Хейр. Етан, пропан та бутан подаватимуть по багатонитковій системі Танаджиб – Джубайль до надпотужного центру нафтохімічної промисловості у Джубайлі. Для видачі пентану використовуватимуть трубопровід Танаджиб – Маніфа. Також існуватиме можливість видачі нефракціонованої суміші ЗВГ по трубопроводу Танаджиб – Хурсанія.
За усталеною в Saudi Aramco практикою, майданчик доповнять розрахованою на споживання газу ТЕЦ Танаджиб.
Введення заводу в експлуатацію заплановане на 2025 рік.
На другу половину 2020-х заплановане розширення заводу, що має забезпечити розробку газового родовища Дорра (знаходиться у нейтральній зоні, ресурси якої спільно експлуатуються Саудівською Аравією та Кувейтом).